# Stupidité

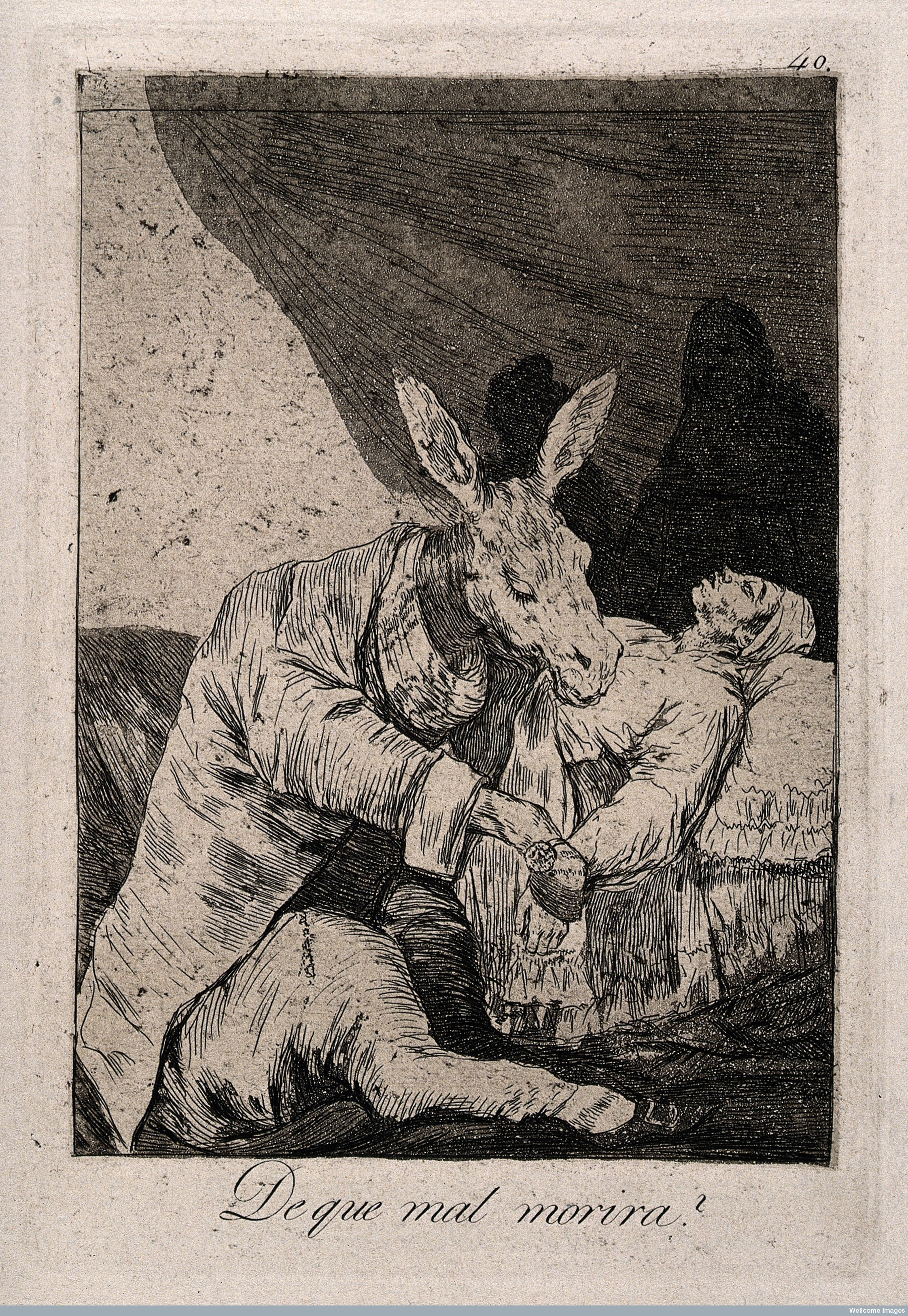
Un âne médecin prend le pouls d'un patient mourant, gravure de Goya, vers 1797.

La stupidité (à ne pas confondre avec l'idiotie) est le manque d'intelligence, d'esprit, de conscience ou de bon sens. Le philosophe grec Théophraste définit la stupidité comme « une inertie mentale qui se manifeste à la fois dans les actes et les propos ».
L'humoriste français François Rollin propose une typologie de cinq marqueurs de la stupidité qui ne constituent pas des caractères exhaustifs de caractérisation mais forment un faisceau d'indices, :
- l'inconséquence,
- l'auto-définition,
- le suivisme langagier,
- l'absence d'empathie,
- l'absence de doute.

## La stupidité dans le domaine philosophique

### La stupidité selon Pascal Engel
Le philosophe français Pascal Engel, dont les travaux s’inscrivent dans le courant de la philosophie analytique contemporaine, a tenté de définir la stupidité dans son article « The Epistemology of Stupidity ». Son approche s’inscrit dans le domaine de l’épistémologie négative. Ce domaine peut toucher diverses sources d’erreurs humaines, telles que la bêtise, la sottise, l’ignorance, l’irrationalité, ou encore la stupidité. Engel distingue la stupidité, liée aux facultés intellectuelles de l’agent, de la sottise, liée aux valeurs (ou attitudes évaluatives) de l’agent.
La première forme de stupidité décrite par Engel semble être un manque d’aptitudes cognitives (la perception, la mémoire, l’inférence, la compréhension du langage, etc.). Si l’intelligence est une forme de capacité intellectuelle innée chez tous les sujets (Engel attribue cette idée à Descartes), alors la stupidité est l’absence de cette capacité. Dans ce cas-là, l’agent ne dispose pas des outils « cérébraux » nécessaires à l’usage intellectuel. Mais elle peut aussi être une incapacité de l’agent à juger correctement (Engel attribue cette idée à Kant). Cette forme de stupidité n’est plus simplement le fait de manquer d’un certain outil mental, mais plutôt une incapacité à appliquer ce que nous savons dans une circonstance particulière. Par exemple, celui qui voudrait chasser une mouche avec un revolver serait considéré comme stupide en ce sens. L’étude de la stupidité ainsi définie s’inscrit dans le travail du courant fiabiliste  en épistémologie, selon lequel les vertus et les vices épistémiques d’un agent ne sont pas sous son contrôle.
La seconde forme de stupidité décrite par Engel est ce qu’il nomme la sottise. C’est un type d’attitude, un vice épistémique qui fait référence au peu de valeur accordée par l’agent à la connaissance ou à la vérité. Il existe de nombreuses manifestations de ce type d’attitude que l’auteur qualifie d’indifférence ou de complaisance épistémique. L'on peut citer entre autres la crédulité, le dogmatisme, le snobisme, le bullshit, le « bel esprit », etc. Toutes ces manifestations sont des attitudes possibles de l’agent et ne remettent pas en cause les capacités cognitives de ce dernier.  Par exemple, l’agent « x » peut être dogmatique sur un certain sujet tout en possédant des connaissances sur d’autres. Le bullshitter peut, quant à lui, maintenir un discours dénué de vérité sans pour autant être ignorant quant à cette dernière. L’étude de la sottise s’inscrit dans le travail du courant responsabiliste en épistémologie, selon lequel les vertus et vices épistémiques d’un agent sont sous son contrôle.
A contrario de la stupidité, qui, elle, semble temporaire, la sottise paraît être un trait durable et non relatif à des circonstances spécifiques. Nous confondons parfois ces deux types sous la même appellation « stupidité » alors qu’elles ne constituent pas les mêmes sortes de vices épistémiques.